# Günther Rieger
Günther Rieger (* 4. März 1939 in Mühldorf) ist ein ehemaliger österreichischer Skilangläufer.
Rieger belegte bei seiner einzigen Teilnahme an Olympischen Winterspielen im Februar 1964 in Innsbruck den 59. Platz über 15 km und zusammen mit Anton Kogler, Hansjörg Farbmacher und  Andreas Janc den 11. Rang in der Staffel. Bei den Nordischen Skiweltmeisterschaften 1966 in Oslo kam er auf den 52. Platz über 15 km und auf den 46. Rang über 30 km.